# Ulatowo-Janowięta
Ulatowo-Janowięta – kolonia w Polsce położona w województwie mazowieckim, w powiecie przasnyskim, w gminie Krzynowłoga Mała.